# Reynaudia
Reynaudia je monotipski rod trava, dio tribusa Paspaleae. Jedina je vrsta R. filiformis, trajnica iz Kariba (Kuba, Haiti, Jamajka, Dominikanska Republika).
Stabljika je uspravna. Naraste 15 do 40 cm visine.

## Sinonimi
- Polypogon cubensis A.Rich.